# 林德鎮區 (北達科他州大福克斯縣)
林德鎮區（英語：Lind Township）是位於美國北達科他州大福克斯縣的一個鎮區。

## 地方資料
林德鎮區的面積為93.64平方千米，當中陸地面積為93.52平方千米，而水域面積為0.12平方千米。根據2020年美國人口普查的數據，當地共有人口55人，而人口密度為每平方千米0.59人。